# 群馬パチンコ店員連続殺人事件
群馬パチンコ店員連続殺人事件（ぐんまパチンコてんいんれんぞくさつじんじけん）とは、2003年（平成15年）2月 - 4月に群馬県で相次いで発生した2件の強盗殺人事件。群馬県勢多郡宮城村柏倉（現：前橋市柏倉町）と同県太田市でパチンコ店員が相次いで殺害され、被害者の死体はいずれも埼玉県行田市の福川に遺棄された。

## 事件の概要
群馬県太田市東矢島町の元パチンコ店員の男T（事件当時36歳：無職）は、パチンコ仲間だった栃木県河内郡南河内町（現：下野市）薬師寺のコンビニエンスストア店員だった男O（事件当時25歳）と共謀。2003年2月23日午前1時ごろ、Tの元同僚である伊勢崎市のパチンコ店員A（当時47歳）を勤務先兼住居の同市山王町「P」から向かいのコンビニエンスストアへ買い物に出かける際に呼び止め、Oの乗用車に乗せて勢多郡宮城村柏倉（現：前橋市柏倉町）の山林に連れ込み路上でロープで首を絞めて殺害した。Aの遺体をトランクに積み、伊勢崎市に戻ったTとOは午前3時ごろ、Aが持っていた鍵を使い警備システムを解除した上で店舗に侵入。売上金300万円を奪ったのち、埼玉県行田市北河原の福川水門までAの遺体を運び、午前4時ごろ福川に投げ込んで遺棄した。Aの遺体は、3月18日11時40分ごろに福川のさすなべ排水門付近で発見された。
伊勢崎で強奪した金は全て500円硬貨と五千円札だった。その大量の500円硬貨をOが太田市内の複数の銀行で一万円札に両替して、150万円ずつ折半した。しかし、1ヶ月ほどのうちに遊興費などで使い果たした2人は4月1日午前2時ごろ、お互いに通い詰めていた太田市浜町のパチンコ店「T」駐車場で同店店員B（当時25歳）を襲いロープで首を絞めて殺害した。Bの財布に入っていた現金11万9000円と店の合鍵を盗み、店舗に侵入したが、金庫の解錠ができず売上金の窃盗には失敗した。Bの遺体はA同様、行田市の福川水門から福川に遺棄した。3日後の4月4日10時30分ごろ、腐乱が著しく死因の特定されていなかったAの遺留品を捜索していた埼玉県警行田警察署員によってBの遺体は発見された。
なお、TとOは事件の7年前（1996年）に同じパチンコ店で働いており、その時からの間柄だった。Tが最初の事件の店に勤務していたのは、1998年2月から9月であった。さらに、Tには事件当時約150万円の借金があった。
この事件は2人の逮捕直後に隣の埼玉県熊谷市で元暴力団員らによる熊谷男女4人殺傷事件が発生し、その事件のほうがセンセーショナルであったため、本事件は陰となる形であまりメディアに取り上げられることはなかった。

## 逮捕・起訴
埼玉県警・群馬県警の合同捜査本部はパチンコ店の内情に詳しい者の犯行と見てAの交友関係を中心に洗い出しを進めたところ、捜査線上にTが浮上。また、群馬県内の金融機関でOが500円硬貨を両替していたことも突き止めた。
2003年（平成15年）7月20日、埼玉県警・群馬県警の合同捜査本部はAの死体遺棄容疑で2人を逮捕した。その後、Aに対する強盗殺人、Bに対する強盗殺人容疑などで2人を再逮捕した。
さいたま地検は2人を強盗殺人、死体遺棄、建造物侵入、窃盗、窃盗未遂罪で起訴した。

## 刑事裁判

### 第一審・さいたま地裁
2003年（平成15年）11月4日、さいたま地裁（川上拓一裁判長）で初公判が開かれ、罪状認否でTとOはいずれも「間違いありません」と述べて起訴事実を全面的に認めた。冒頭陳述で検察側は、事件前、Tは収入の当てがなかったため、金銭を得る目的でOを共犯に引き入れて犯行に及んだと指摘。さらにAを殺害して現金300万円を奪った後、2人で「楽して金を手に入れる方法はないか」と相談した結果、第二の犯行に及んだと述べた。
2004年（平成16年）3月5日、論告求刑公判が開かれ、検察側は「顕著な残忍性、冷酷性を有し、反社会的性格は極めて危険で、もはや改善更生は不可能」としてTとOに死刑を求刑した。
2004年（平成16年）3月26日、さいたま地裁（川上拓一裁判長）は「Tは主導的役割を果たし、Oも安易に加担したうえ、犯行を積極的に計画した」と認定した上で「わずか2ヶ月の間に2度も殺害を繰り返した極悪非道な犯行」としてTとOにいずれも求刑通り死刑判決を言い渡した。
Tの弁護側は「Aの死因は窒息死だが、川で窒息死した可能性がある」としてAに対する死体遺棄罪について無罪を主張したが、判決では「首の骨が折れていることや、呼吸をしていないことを確認するなど、遺棄する前にすでに死亡していたことを示すものばかり」として弁護側の主張を全面的に退けた。
また、Oの弁護側は「Tが計画から最後まで主導し、従属的立場だった」と主張したが、「いとも安易に犯行に加担し、B殺害については積極的に犯行を計画し、主体的に犯行を遂行しており、両被告の刑事責任に差はない」として弁護側の主張を全面的に退けた。2人は即日控訴した。

### 控訴取り下げ・Tの死刑確定
Tは2005年（平成17年）7月13日に東京高裁で予定されていた控訴審第1回公判に出廷せず、弁護人に「死んでおわびしたい」「裁判を続けても結果が見えている」と話して自ら控訴を取り下げた。
弁護側は「被告人は正常な判断ができない状態で控訴を取り下げており、無効」と主張し、公判の続行を求めた。これを受けて東京高裁は弁護側、検察側双方の意見を聞き、Tの控訴取り下げが有効か検討した。
2005年（平成17年）11月30日、東京高裁（白木勇裁判長）はTの控訴取り下げを有効と判断し、訴訟終了を決定した。弁護側は異議申し立てをしたが、東京高裁は棄却したため、決定を不服として特別抗告した。
2006年（平成18年）6月6日、最高裁第二小法廷（今井功裁判長）は弁護人の特別抗告を棄却する決定をした。これによりTの死刑判決が正式に確定した。

### 控訴審・東京高裁
2006年（平成18年）9月29日、東京高裁（白木勇裁判長）は「金目当ての犯行を短期間に繰り返しており許し難い犯行だ」として一審・さいたま地裁のOに対する死刑判決を支持、控訴を棄却した。被告側は「共犯者のTが主導し、それに追従しただけ。死刑は不当」と主張したが、判決では「積極的に犯行を遂行し、利益も公平に得ている」として被告側の主張を退けた。Oは判決を不服として上告した。

### 上告審・最高裁第三小法廷
2009年（平成21年）6月9日、最高裁第三小法廷（堀籠幸男裁判長）は「2人の命を奪った結果は重大。共犯者とともにロープで首を絞め続けた殺害方法は残忍極まりない。犯行の準備段階において重要な役割を果たし、実行に積極的に加担し、主体的に犯行を遂行した。金欲しさから最初の事件を起こし、金を手に入れると遊興費に使い、次の事件を敢行したという経緯や動機に酌むべき点はない。被告人が犯行時25歳と比較的若年であって交通事犯による罰金以外に前科がなく、犯行を反省悔悟していること、被告人の両親が第1の被害者の母親に謝罪し、見舞金100万円を支払っていること、第1のパチンコ店に50万円を弁償していることなど、酌むべき事情を十分考慮しても、被告人の罪責は誠に重大であり、被告人を死刑に処した一、二審判決の判断はやむを得ない」として、Oの上告を棄却する決定を出した。これにより、Oも死刑が確定した。

## 死刑執行
2021年（令和3年）12月21日、古川禎久法務大臣による死刑執行命令（同年12月17日付署名）に基づき、死刑確定者（死刑囚）となっていたTとOはともに東京拘置所で死刑を執行された（Tは54歳没、Oは44歳没）。アムネスティ・インターナショナルによると、死刑囚Oは当時、第2次再審請求中だった。なお、同日には大阪拘置所でも、加古川7人殺害事件の死刑囚Fが刑を執行されている。